# プレミア (雑誌)
『PREMIERE』（プレミア）はアメリカ合衆国で1987年から2010年まで発行されていた映画雑誌。オリジナルは1976年にフランスで創刊された。
日本版は1990年4月に角川書店から創刊された。発行人は井川浩、編集人は秋山光次。表紙はトム・クルーズだった。1995年5月号にて休刊。1998年にアシェット婦人画報社から復刊されたが、2005年4月号にて再休刊となった。
日本版では2001年から「日本映画界パワー100人ランキング」を発表。2001年度の1位は岡田茂、2002年度の1位は宮崎駿だった。『王様のブランチ』（2001年度の84位）や『めざましテレビ』&『とくダネ!』（2002年度の98位）といったテレビ番組や、『2ちゃんねる』（2002年度の100位）といったウェブサイトもランキングに登場した。